# ボンバーマンヒーロー ミリアン王女を救え!
『ボンバーマンヒーロー ミリアン王女を救え!』（ボンバーマンヒーロー ミリアンおうじょをすくえ!）は、1998年4月30日にハドソンから発売されたNINTENDO 64用ソフト。
音楽はシリーズ楽曲を多く手掛ける竹間淳、キャラクターデザインはシリーズの美術設定監督の水野祥司と佐藤梢が担当している。

## 概要
ボンバーマンシリーズのNINTENDO64版では、『爆ボンバーマン』に続く2作品目である。本作は、『爆ボンバーマン』と比較すると3Dアクション・アトラクション要素を強めたものとなっている。
本作では最初から爆弾を直接投げることができ、すぐに攻撃する場合はこれを主体としている。従来どおり爆弾を床に設置し、蹴ることも可能。爆風は爆ボンバーマンと同様に球状となっている。攻撃ボタンを押し続けることで腕を振り回す溜め攻撃となり、溜めた時間に応じて複数の爆弾を同時に投げることも出来る。
また、本作のボンバーマンはボタン操作でジャンプさせることが可能。爆ボンバーマンでは、爆弾を利用した跳ね飛び移動「ボムジャンプ」ができたが、本作では自立的に跳躍することが出来る。
一部のコースではボンバーマンにオプションパーツ「パワードギア」を装着、操作体系が異なった特殊ステージをプレイする。特殊ステージでのボンバーマンは、爆弾投下が可能な「ボンバーコプター」、雪上などを滑る「ボンバースライダー」、空中を推進しミサイルを発射する「ボンバージェット」、海中を移動する「ボンバーマリン」の4つとなっている。
目的地に到着するか、特定の物を破壊するか、特定の敵を倒すとステージクリアとなる。
各コースでは敵を倒したりアイテムを取ったりすると得点が加算される。またボスステージでは得点は加算方式ではなく、スタートの状態から時間と共に減少していく方式である。コース毎に得点に応じて5段階のクリアポイントが与えられ、さらに各ステージのクリアポイントの合計でランク付けがされる。
2011年11月1日にはWiiのバーチャルコンソールで配信開始。日本国内のサードパーティ製のNINTENDO64ソフトがWiiのバーチャルコンソールで配信されるのは本作が唯一であった。
本作の原型は、原人シリーズのNINTENDO64版として制作していた「ウルトラ原人」が開発中止を受け、企画をボンバーマンに変更した経緯がある。

## ストーリー
ある日突然、ボンバー星雲にワルドス帝国のあるワルドス星が出現し、惑星侵略を開始した。侵略の魔の手はプライム星に迫ったが、プライム星の王女ミリアンは隙を見てワルドス軍から極秘ディスクを奪い脱出した。ワルドス帝国の戦士たちは極秘ディスクを取り戻すためプライム星のミリアン王女を追跡する。世界の危機を悟った王女は召使いのピボットに極秘ディスクの1枚を託し、脱出させる。ピボットを乗せた宇宙船はボンバー星に不時着する。一方そのころ、宇宙の平和を守るため日夜ボンバーベースで特訓に励んでいたボンバーマンのもとにピース山脈に墜落した宇宙船の調査命令が出される。

## アイテム
ボムアップ
置ける爆弾の数が増える（上限4）。
ファイアーアップ
ボムの火力が上がる（上限4）。
リモコン
Zトリガーボタンを押すことで任意のタイミングで爆発するリモコンボムが使えるようになる。
ライフハート
ボンバーマンのライフを1つ分だけ回復する。
フルハート
ライフを全回復させる。
耐火スーツ
爆風によるダメージを受けなくなる。
壁すりぬけ
特定の壁をすり抜けられる。
パワーグローブ
爆弾を遠くに投げ飛ばすことができる。
シャボンパネル
ボンバーマンが泡の中に入り一定時間上昇する。
トランシーバー
攻略のヒントを教えてくれる。
ソルトボム
爆弾が塩の爆弾に変化し、シオカケロンを倒すことができるようになる（ステージ内のボムパネルをとると元に戻る）。
フリーズボム
敵を一定時間凍らせて足場にすることができる。ただし敵を倒すことはできない（ステージ内のボムパネルをとると元に戻る）。
1UP
残機が1つ増える。
クリスタル
得点が50点入る。200個集めるとライフの器が1増える。
レッドクリスタル
クリスタル5個分の効果。取ると得点250点。
ゴールドストーン
取るとボーナス得点500点入る。
レインボーストーン
取るとボーナス得点1000点入る。
キークリスタル
特定のエリアに存在し4つ集めると出口を開けることができる。
データディスク
特定のステージに存在する扉を開けることのできるアイテム。ワルドス帝国が狙っているもの。他にも秘密がある。
異次元ボム
正体不明の敵がボンバー星雲中に仕掛けた爆弾。ステージ1～4に6つずつ隠されており、獲得数に応じて隠し要素が解放される。

## 登場人物

### 主人公と仲間たち
ボンバーマン（しろボン）
声：杉山佳寿子
主人公。爆弾を武器に日夜平和を守るために戦い続けるヒーロー。宇宙の平和を守るために作られた基地「ボンバーベース」で日夜トレーニングに励んでいる。
ミリアン王女
プライム星の王女。ワルドス軍から極秘ディスクを奪って脱出するが、途中でワルドス軍に捕まってしまう。
ピボット
ミリアン王女に仕えるロボット。極秘ディスクの1枚をミリアン王女から託され、助けを求めてボンバー星にやってくる。
ルーイ
マゾーヌ星でボンバーマンを助けてくれる生物。ボンバーマンとは仲がよい。

### ワルドス帝国
ニトロス
ワルドス帝国の戦士。床の模様に合わせた攻撃を仕掛ける。本作におけるボンバーマンのライバルともいうべき存在で、各ステージの中ボスとして登場。
エンドル
ワルドス四天王のひとり。電気ナマズのようなキャラクターで、高圧電流を使った攻撃が得意。一人称は「ワイ」。胡散臭い関西弁を話し、語尾に「～カネ」をつける。胸が金庫になっていて、倒すと札束がフィールドに舞う。
バルーダ
ワルドス四天王のひとり。鳥のようなキャラクター。自称「エンドルの一番弟子」で一人称は「オレっち」。腹からレーザーを撃つ。細身の鳥だが、レーザーを撃つ前だけ体が風船のように膨らむ。
ボルバン
ワルドス四天王のひとり。スフィンクスのようなキャラクター。一人称は「オレさま」。石化ブレス、肩からのキャノン砲が武器。防御用のバリアも搭載している。水中戦では魚雷・機雷も使う。
ネチア
ワルドス四天王の紅一点。ピンクの猫のようなキャラクター。一人称は「アタイ」。動きが素早く、鞭や投げナイフでの攻撃を得意とする。ミリアン王女に化けてボンバーマンのディスクを奪い取った。
メガーニ
ネチアが従える四足歩行型ロボット。再登場時は単独で勝負を挑んでくる。目からのレーザーとミサイルが武器。小型の「コメガーニ」もいる。
バグラー
ボンバーマンの宿敵であり、ワルドス軍の首領。戦闘では全3形態で勝負してくる。従来の作品とはデザインが異なり、『ボンバーマンウォーズ』に登場する悪の錬金術師「ダークボンバー」に似たデザインとなっている。

### その他
デビルボンバー
隠しステージ「ガシック星」にいる真のボスキャラ。バグラーによって生み出されたボンバーマンだが、強さ故の身勝手な行動がバグラーの怒りに触れ、封印されていた過去を持つ。

## ステージ一覧
補足
- Mはボンバーマリン、Jはボンバージェット、Cはボンバーコプター、Sはボンバースライダーで進むステージ。Rはルーイの助けを借りて進むステージ。
- ☆は目的地が複数存在するステージ。どの目的地にたどり着いたかで次に行けるステージが変化し、すべてのステージに行くには目的地を数周回する必要がある。
- ※は異次元ボムが隠されているステージ。
- ガシック星は隠しステージであり、異次元ボムをすべて回収することで出現する。

## ザコキャラ一覧
ピョンピョン
足がバネになっている赤い敵。地面を飛び跳ねている。
コケッコ
ニワトリ。ダメージを与えると4匹のヒヨッコに分裂する。
ヒヨッコ
黄色い雛。
訓練ロボット
ボンバーベースに登場する訓練用ロボット。
タマスキー
アイテムやリアクションプレートの近くにいる黒い敵。
フワフワ
宙に浮かんでいる黄色い敵。
ブーブー
集団で特定の範囲を行き来している敵。
サクサク
頭に大きなトゲのある茶色い敵。近づくと上下逆さになって攻撃する。
デンデン
近づくと頭を伸ばして攻撃してくる乾電池型の敵。
バスラ
蛾のような翼と鳥のような顔が特徴の敵。
モンガラ
膨らんだり縮んだりする敵。『ウルトラマン』に登場する「ピグモン」に似たデザインとなっている。
レギン
地面から突然現れる敵。土偶のようなデザインとなっている
トリリン
羽とモノアイが特徴の緑色の敵。
バズーカ砲
近づくとミサイルを撃ってくる。
ビッグキャノン
中央の大きい砲台と左右の小さい砲台から弾を撃ってくる。
ゴーグルクラウド
ゴーグルを着けた灰色の雲。
カタナーバス
近づくと刃を向けて急降下してくる刀状の敵。
カパアゴ
口から火の玉を吐いてくるロボットのような敵。
キリカーブ
近づくとガスを吐いてくる切り株。
ウニキライ
四方向にトゲが生えた機雷。
エイエイ
水中を泳ぐエイ。
オバカーニ
左右に動きながら歩行・浮上している蟹。
親バカーニ&子バカーニ
エリアボスとして登場する蟹。親バカーニの上に子バカーニが乗っており、親バカーニを倒すと子バカーニが巨大化する。
オラオラ
頭から火の玉を飛ばしながら移動している藍色の敵。
ピエール
玉に乗っているピエロ。玉を破壊するとナイフを投げて攻撃してくるようになる。
ロックンロック
落石を起こしたり突進したりしてくる。
タドス
真ん中の大きな目から光線を撃ってくる緑色の敵。
ビッグロック
近づくと落石を起こしてくる。
ワルドス兵
ボンバーマンを追いかけてくる兵士。スクーターのようなものに乗っている。
ビッグエイエイ
エリアボスとして登場するエイ。
ワルドス潜水艦
分裂するミサイルを撃ってくる潜水艦。
ワルドス戦闘艇
超音波やミサイルを撃って攻撃してくる。
ボムラット
尻尾の先に爆弾がついているネズミ。
ヤドカー
ヤドカリのような敵。地面をただ直進している。
ビィローザ
花粉をまいて攻撃してくる赤い花。
プルプル
滴のような形の敵。様々な色・表情をした個体が存在する。合体して大きくなる。
ドムドムドア
近づくと顔が浮かんでくるドア。顔が出ている時しかダメージを与えられない。
トンガリ
針のような長い鼻を向けて突撃してくる敵。
プチシャーク（スモッシュ）
うろうろと泳いでいるサメ。
タルーン
ボンバーマンを見つけると転がってくる樽。
サイコロン
コロコロ転がっているサイコロのような敵。
シャボンスライム
泡の中に入っているスライム。
グラグラ
両手を広げて行く手を邪魔する敵。
グルックス
2本の角が生えたネズミのような敵。近づくと突進してくる。
ガイガ
貝のような敵。
キラーチェイサー
近づくと警告音を鳴らして爆発するオレンジ色の敵。
メガトンボム
カウントが0になると爆発するピンク色の爆弾。
マジロポンプ
硬い甲羅に覆われ、火を吐いて攻撃してくるアルマジロのような敵。
デカハンド
近づくと手のひらを広げて押し潰そうとしてくる巨大な手。
ヘリボール
頭にプロペラがついたピンク色の敵。倒すと爆発する。
ダンスフラワー
花畑に隠れている一つ目がついた花。
ツタンメーン
壁に張り付いて近づくと飛び出してくる。ツタンカーメンの黄金のマスクのような敵。
クロックン
目覚ましを鳴らしてミサイルを撃ってくる敵。時計の体とキャタピラが特徴。
シオカケロン
ピンク色のナメクジのような敵。ソルトボムでないと倒せない。
ホネクネース（ホネクネークス）
水中を泳いでいる大きな骨。飲み込まれると体内に入ることができる。
ムニュムニュ
ホネクネースの体内にいるスライムのような敵。
ファンファン
風を起こして吹き飛ばそうとしてくる扇風機。
モンスノー
氷の塊の中に隠れており、近づくと氷の塊を投げて攻撃してくる。
ネジクルン
回転しながら移動しているネジのような敵。ルーイに乗っているときに登場するため、踏みつけ攻撃で倒すことになる。
ビグマ
伸び縮みする赤い敵。フリーズボムで凍らせて足場にすることができるが、倒すことはできない。
スノーボムヘッド
雪玉や自分の頭を投げて攻撃してくる雪だるま。
スキーボムヘッド
スキーを着けたスノーボムヘッド。
ゴーストボンバー
ボンバーマンの幽霊のような見た目のキャラクター。爆弾を投げて攻撃してくる。
ジャンポール
トサカをブーメランのように飛ばしてくる緑色のとかげ。
カメクルン
頭にトゲの生えたカメ。甲羅を回転させて飛ばしてくる。
オルーダ
近づくと紙飛行機になって突撃してくる。
ガバドン
近づくと舌を伸ばして攻撃してくる。
ギドラ
首の長い緑の竜。
ツインギドラ
2つの首が特徴の竜。弱点の胸を攻撃することでダメージを与えられる。

## おまけ
ある条件を満たすとオプションから遊ぶことができる。
スライダーレース
ボンバースライダーを使ったレース対決。
ゴールデンボンバー
「ゴールドチップ」と呼ばれるアイテムを使用し全身金色のゴールデンボンバーの状態でダンジョンを進む。
ミリアンのたからさがし
ワルドス軍からとり返した24個の宝が宇宙に散らばってしまったため、それを探し出す。

## 関連書籍
- ボンバーマンヒーロー公式ガイドブック
  - 1998年、小学館発行、ISBN 4-09-102627-3
- 新ボンバーマン全百科
  - 1998年、小学館発行、ISBN 4-09-281159-4。本作の登場キャラクターの3DCGに起こされる前のカラーイラストが掲載されている他、ボンバーマンシリーズのプロデューサー藤原茂樹と美術監督・キャラクターデザイナー水野祥司の開発者インタビューが掲載されている。